# بطولة باهيان 2013
بطولة باهيان 2013 هو موسم من بطولة باهيان ‏. كان عدد الأندية المشاركة فيه 12، وفاز فيه نادي فيتوريا.